# História da animação no Brasil
A história da animação no Brasil refere-se a uma cronologia que remonta, desde as primeiras obras cinematográficas animadas, até à computação gráfica dos dias atuais. O lançamento do curta-metragem comercial denominado Kaiser, produzido pelo cartunista Álvaro Marins em 22 de janeiro de 1917, marca oficialmente o início da animação brasileira. Este foi o marco inicial para a criação de curtas animados brasileiros em seus primórdios a tempo da década de 1910, pois durante este período e a primeira metade do século XX foram produzidas algumas pequenas experiências em animação sem muita continuidade, como as realizadas por Eugênio Fonseca Filho.
Esta parte do histórico-cultural brasileiro estuda a animação no Brasil em seus seus marcos inicias e, posteriormente, o aprimoramento das técnicas visuais e sonoras dessas obras cinematográficas desde atualmente. O aprimoramento de melhores técnicas para o desenho manual em animação brasileiro teve início na década de 1950, onde o panorama da animação teve sua alteração. Neste período, a animação brasileira e mundial começa a se modificar, e o primeiro longa-metragem desenhado à mão é feito no país, chamado de Sinfonia Amazônica, produzido por Anélio Lattini Filho em 1953. E, apesar da animação ter apenas 15 minutos, os parâmetros à época caracterizaram-no como longa.

## Origens (1907-1972)
Embora a animação brasileira tenha se destacado mais nos anos 80 a 2000, ela já foi uma das primeiras a surgirem no mundo. Em 1907, surgem as caricaturass animadas ou calungas de Raul Pederneiras para o Pathé-Jornal da Casa Marc Ferrez & Filhos, mas o marco da animação brasileira é 22 de janeiro de 1917, data de lançamento do curta comercial Kaiser de Álvaro Marins (também conhecido como Seth), que ficou considerado como o primeiro filme de animação brasileiro, mas que ficou perdido com o tempo. No curta animado, exibido durante a Primeira Guerra Mundial, satirizava o imperador alemão Guilherme II da Alemanha, com que o Brasil declarou guerra contra naquele ano.

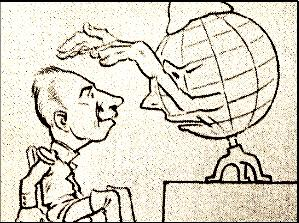
Fotograma do curta de animação comercial Kaiser, de Álvaro Marins, em 1917.

Outros curtas que surgiram em meios a esses anos foram Traquinices de Chiquinho e seu inseparável amigo Jagunço (1917), baseado nos personagens da revista em quadrinhos infantis O Tico-Tico  sem crédito de animadores, apenas da produtora-Kirs Filme; atualmente o filme é considerado perdido.
As Aventuras de Bille e Bolle (1918), produzido e fotografado por Gilberto Rossi e animado por Eugênio Fonseca Filho, com personagens inspirados em Mutt e Jeff, de Budd Fisher; e Macaco Feio, Macaco Bonito (1929), de Luiz Seel e João Stamato, em estilo semelhante ao dos irmãos norte-americanos Max e David Fleischer, Seel também produziu o curta Frivolitá (1930), filme que ficou desaparecido por 70 anos.
Diante de inspirações do sucesso de animações americanas durante a década de 1930 o cartunista Luiz Sá que já era conhecido por desenhar na revista O Tico Tico, decidiu se inspirar a produzir séries de animação, entre suas tentativas de concretizar o projeto estavam seus personagens Reco-Reco, Bolão e Azeitona e As Aventuras de Virgulino, sendo este último inspirado em personagens como Mickey Mouse e Gato Felix. Na época ele tinha planos de apresentar o projeto ao Walt Disney nos Estados Unidos, porém foi impedido devido a uma lei de Getúlio Vargas na época e os projetos foram esquecidos.
Em 1942 temos o que podemos considerar a primeira animação com bonecos do brasil, dirigida pelo cineasta Humberto Mauro o curta O Dragãozinho Manso Jonjoca, foi um trabalho experimental onde o cineasta trabalhou de forma linear a história de um dragão que fica do bem após ser derrotado por São Jorge, ainda existem cópias desse filme, e com dificuldade é possível achá-lo.
Somente no ano de 1953 é que apareceu o primeiro longa-metragem de animação chamado Sinfonia Amazônica feito por Anélio Latini Filho e fotografia de Mário Latini. Surge o Centro Experimental de Cinema de Animação de Ribeirão Preto, fundado por Rubens Francisco Luchetti e Bassano Vaccarini, que chegou a conta com a participação de Roberto Miller, que foi influenciado por Norman McLaren, conhecido por animar diretamente na película.
Em 1966, Wilson Pinto animou e dirigiu o primeiro curta metragem em cores do Brasil, Um Rei Fabuloso, encomendado pela Petrobrás.
Ruy Perotti da produtora Lynxfilm, produziu animações para a empresa de aviação Varig, com as animações Seu Cabral (1967), Urashima Taro (1969) entre outras.
O segundo  longa-metragem e o primeiro colorido do país foi Presente de Natal de Álvaro Henrique Gonçalves, seguido por Piconzé, que estreou nos cinemas em 1973, feito pelo japonês Ypê Nakashima, que entre 1959 e 1963, produziu a série de curtas do papagaio Papa-Papo para televisão, contudo, eles nunca chegaram a ser exibido.  Nesse últimos anos a animação brasileira também era muito utilizada em comerciais de TV, produzidos por Ypê Nakashima, Guy Lebrun, Daniel Messias, entre outros.

## Expansão da animação e CGI (1973-1999)

As Aventuras da Turma da Mônica, primeiro filme baseada nos títulos de quadrinhos de Maurício de Sousa.

Após o sucesso imediato dos quadrinhos da Turma da Mônica na década de 70 logo foi providenciada uma animação baseada nos personagens. No começo os personagens apenas apareciam em comerciais da empresa Cica como garotos propaganda até o lançamento do especial de televisão Feliz Natal pra Todos de 1976. Em 1982 foi lançado o primeiro longa-metragem chamado As Aventuras da Turma da Mônica, produzido pela Maurício de Sousa Produções em parceria com a Black&White&Color, que com o sucesso vieram outros filmes em seguida como A Princesa e o Robô (1983), As Novas Aventuras da Turma da Mônica (1986), Mônica e a Sereia do Rio (1987), entre vários outros dando início a uma série de animação. O  filho de Ypê Nakashima, Itsuo Nakashima, atuou no filme como animador e co-roteirista de A Princesa e o Robô.

Cassiopeia, primeiro filme de animação em computação gráfica lançada em 1996 no Brasil.

Em 1996 foi lançado o filme Cassiopéia que ficou como um grande marco na história da animação brasileira por ter sido o primeiro longa-metragem de animação digital a ser produzido no mundo apesar de só ter sido lançada um ano após o filme Toy Story da Pixar o que causou uma grande controvérsia entre os animadores brasileiros.
Outros filmes que surgiram foram Boi Aruá, de 1984 dirigido por Chico Liberato; Os Trapalhões no Rabo do Cometa, de 1985 dirigido por Dedé Santana e produzido nos estúdios Maurício de Sousa Produções, combinando o uso de animação e live-action; e Deus É Pai de 1999, escrito e dirigido por Allan Sieber, com as vozes de Edu K, Otto Guerra e Denise Garcia.

## Reconhecimento e novas séries (2000-2010)
Depois de várias tentativas com filmes produzidos no começo da década de 2000 as animações brasileiras deram um grande avanço principalmente no final da década. Os episódios da Turma da Mônica ganharam uma animação melhorada e definida com os lançamentos de DVDs pela Paramount a partir de 2003. Mais tarde em 2004 os episódios passaram a ser lançados através dos filmes da série Cine Gibi que seguiu até sua 5ª temporada em 2010 terminando como uma animação feita em flash.
O filme O Grilo Feliz, produzido pela Start Desenhos Animados em 2001 foi um dos primeiros filmes que foram lançados no exterior do país, e recebeu uma continuação em 2009, O Grilo Feliz e os Insetos Gigantes que foi feita em CGI. Outros filmes que vieram ao longo dos anos foram Xuxinha e Guto contra os Monstros do Espaço (2005), estrelando Xuxa Meneghel; Brichos (2006) por Paulo Munhoz; Turma da Mônica - Uma Aventura no Tempo (2007) produzido pelo estúdio LABO CINE DIGITAL no Rio de Janeiro, o segundo filme da Turma da Mônica desde A Princesa e o Robô; e Garoto Cósmico (2008), por Alê Abreu.
Das séries de animação que surgiram destacaram-se como Anabel, As Aventuras de Gui & Estopa, Peixonauta, Escola pra Cachorro e Meu Amigãozão, sendo as duas últimas as primeiras a serem co-produzidas no exterior com o Canadá. Além disso várias outras séries novatas surgiram na TV Rá-Tim-Bum ao longo dos anos o que promoveu ainda mais o desenvolvimento de desenhos animados no Brasil.
Curtas de animação de caráter adulto também foram produzidas na década de 2000, a grande maioria a partir de personagens já existentes de cartunistas brasileiros de tiras publicadas em jornais, como por exemplo o personagem Overman (da cartunista Laerte Coutinho), os personagens da tira Chiclete com Banana, criados por Angeli, na série de curtas Angelitos e nos curtas das personagens Luke e Tantra, a personagem Aline, criada por Adão Iturrusgarai e o personagem Pequeno Pônei do cartunista Caco Galhardo. A MTV Brasil chegou a produzir na mesma época a série de animação Fudêncio e Seus Amigos, também de caráter adulto. É também nesta época que produções audiovisuais voltadas para a internet começam a ganhar notoriedade, como é o caso do já existindo site de animações Mundo Canibal.

## Atualmente (2011 – presente)

O Menino e o Mundo

Com o constante avanço e o apoio cultural da Ancine nos últimos anos a animação se obrigou a melhorar ainda mais com as constantes aquisições de animações brasileiras nos canais como Rede Globo, TV Brasil, Cartoon Network e Discovery Kids. Os episódios da Turma da Mônica entraram em sua 3ª fase como uma série regular ainda mantendo o estilo de animação em flash. Após o término do concurso ANIMATV realizado em 2009 vieram no ano seguinte as animações Tromba Trem e Carrapatos e Catapultas.
E assim nos anos seguintes ocorreram estreias de cada vez mais séries infanto-juvenis tais como, Sítio do Picapau Amarelo, Historietas Assombradas (para Crianças Malcriadas), Nilba e os Desastronautas, Osmar, a Primeira Fatia do Pão de Forma, em sua maioria promovida para os canais pagos como Cartoon Network e Discovery Kids.
Entre os filmes se destacaram-se Brasil Animado (2011) por Mariana Caltabiano, que foi o primeiro a usar visual em 3D; Brichos - A Floresta é Nossa (2012) que foi uma sequencia do filme Brichos; Uma História de Amor e Fúria (2013) que se tornou um dos mais bem sucedidos filmes com indicação ao prêmio Holland Animation Film Festival na França; além de O Menino e o Mundo (2014) que também foi bem recebido no exterior, e As Aventuras do Avião Vermelho (2014), que é uma adaptação cinematográfica da literatura infantil de Érico Veríssimo.
De 2014 a 2019, começam as estreias de séries animadas brasileiras, como: O Irmão do Jorel, Zica e os Camaleões, X-Coração, Dino Aventuras, a versão animada de Brichos, O Diário de Mika, Gemini 8, O Show da Luna, Turma da Mônica Jovem, SOS Fada Manu, Tronquinho e Pão de Queijo, a versão animada de Carrossel, Os Under-Undergrounds, Zuzubalândia, Turma da Harmonia (Disney Jr.), Tori, a Detetive (ZooMoo), Fábulas de Bulccan (ZooMoo).
Algumas animações independentes também vieram a conquistar fama na internet, como a youtuber fictícia Any Malu da websérie O (Sur)real Mundo de Any Malu, produzido pelo Combo Studio.
Em 2017, a Nickelodeon lança Papaya Bull, é uma coprodução da Boutique Filmes, Birdo Studio, Nickelodeon e NBCUniversal.
Em 2018, a Birdo Studio, em co-produção com a Netflix e Entertainment One, lançam Cupcake & Dino: Serviços Gerais, a primeira série de animação infantil brasileira no catálogo da plataforma.
Em 2021, a Origem Produtora de Conteúdo lança mundialmente o filme Meu Tio José, de Ducca Rios, como um dos finalistas do Festival Internacional de Animação de Annecy, sendo o primeiro longa metragem animado do Brasil a falar abertamente sobre a ditadura militar. O filme ganhou cinco prêmios internacionais e um nacional.